# 多田啓太
多田啓太（日语：／ Tada Keita，4月15日—）是一名日本男性聲優，福岡縣出身，81 Produce所屬。

## 簡歷
2016年4月1日加入81 Produce。在第3屆全日本聲優大賽「聲優魂」的聲優部門中獲得「國內類別優秀獎」。

## 人物
興趣與特長是吉他與唱歌。

## 演出作品
※粗體字為主要角色。

### 電視動畫
2017年
- 見習神仙精靈（客人）
- 龍族拼圖X（付款人）
- 18if（佐伯、教練、路人男A、級友男子、潛行者）
- 帶著智慧型手機闖蕩異世界。（男）
- 偶像時間星光樂園（華麗的西爾韋尼亞）
- 機甲大師（部員B）

2018年
- 見習神仙精靈（作業員）
- 皇帝聖印戰記（魔法師、士兵、居民、貝多利德騎士、君主、民兵、騎士、隨從的船員、奧圖克兵、村民、羅錫尼兵、達塔尼亞兵、艾力克側近、那由他侯、聖騎士、艾拉姆砲擊兵）
- 賽馬娘 Pretty Derby（觀眾、參拜客）
- 音樂少女（親衛隊、攝影師、電源車工作人員）
- 夢王國與沉睡中的100位王子殿下（食夢獸）
- 閃躍吧！星光☆頻道（記者）
- KIRA KIRA HAPPY★ 打開吧！見習神仙精靈（男客人）
- 卡片戰鬥!! 先導者（Blaster Axe、救國的賢者 Benon）
- BAKUMATSU（齋藤一[5][6]、勞動者、須佐之男兵）
- 天空與海洋之間（主持人）

2019年
- 閃躍吧！星光☆頻道（乘務員、魚店、荒井仁）
- 機獸戰記 狂野爆發（店主）
- 狂賭之淵××（學生）
- 三次元女友 REAL GIRL（班主任）
- 輝夜姬想讓人告白～天才們的戀愛頭腦戰～（棒球部員A）
- MIX（北宮跑壘員、古賀）

2020年
- 卡片戰鬥!! 先導者 新右衛門篇（操作員C）
- ARP Backstage Pass（音樂教師）
- 異獸魔都（服務生、煙的部下、畫家、發傳單的人）
- 搖曳露營△（自行車男性）
- 22/7（工作人員）
- 機獸戰記 狂野爆發 ZERO（士兵）
- 棒球大聯盟2nd（北大路颯太、教師、寺原、橫濱少棒監督、主裁判、玲音阿什利、二壘裁判）
- 社長，戰鬥的時間到了！（店員）
- 卡片戰鬥!! 先導者 -if-（工作人員B）
- 最響Kamizmode！（布羅德龍[7]）

2021年
- EX-ARM（司機、信徒）
- 奇蛋物語 Wonder Egg Priority（教師）
- ICHU偶像進行曲（觀眾A）
- 異世界魔王與召喚少女的奴隸魔術Ω（街上的人、亨里克、手下C、信徒、白面、士兵）
- 給不滅的你（傭人）
- 百萬噸級武藏（木曾道則、今田瞬、伊伏隊隊員、本州浩二、黑衣男）

2022年
- Futsal Boys!!!!!（花村理央[8]）
- 受讚頌者 二人的白皇（德可彭波兵、民）
- 決鬥大師 WIN（Spoon Npus、虛弱社員）
- Muv-Luv Alternative（同班同學）
- 百萬噸級武藏 Season2（操作員、本州浩二）
- 給不滅的你 Season2（畸形秀的男人）

2023年
- 決鬥大師 WIN（Lawル-怪Hawk、奇天烈 沙夫）
- 飆速宅男 LIMIT BREAK（教師、箱根學園部員）
- TechnoRoid 超越意志（男人們）
- HIGH CARD 至高之牌（皮諾克爾社員）
- 決鬥大師 WIN 決鬥學園篇（光牙忍Lighting）
- 我家的英雄（麻取延人[9]）
- 名偵探柯南（播音員）
- 『催眠麥克風-Division Rap Battle-』Rhyme Anima +（搶劫犯、組員、sink or swim、Crazy Cat Clown、不良）
- 明日方舟：冬隱歸路（解真）
- 偶像大師_百萬人演唱會！（男性工作人員[10]）

2024年
- 治癒魔法的錯誤使用法（近衛兵A）
- HIGH CARD 至高之牌 season2（學生、兵）
- 戰國妖狐（村人、斷怪眾）
- 我要【招架】一切～反誤解的世界最強想成為冒險家～（警備兵B、盗賊訓練生〈男性〉）
- 戰國妖狐 千魔混沌篇（武士、兵、僧）
- 殿下與狗（家臣B、路人B、陪嫁的人B、雨具店）
- 最狂輔助職業【話術士】世界最強戰團聽我號令（手下C、看守、部下C）

2025年
- 魔法製造者～異世界魔法的製作方法～（哥布林、戴夫）
- 最弱技能《果實大師》 ～關於能無限食用技能果實（吃了就會死）這件事～（監察官）
- 一兆＄遊戲（同級生）
- 我和班上最討厭的女生結婚了。（男學生B）
- 蠟筆小新（縣廳職員C）
- 外星人姆姆（妄想研究會）
- 完美到難以接近的聖女遭到解除婚約後被賣到鄰國（貴族）
- 藥師少女的獨語 第2期（子族兵）
- 鬼人幻燈抄（男）
- 凸變英雄X（DJ狂歡[11]）
- 水屬性的魔法師（冒險者B、傳令、研究者）
- 出租女友 第4期（年輕人）
- 新吊帶襪天使（惡靈）

### 劇場版動畫
2018年
- PEACE MAKER鐵（隊士）

2021年
- 漁港的肉子（漁港的人們）

2023年
- 大雪海的卡納 星之賢者

2024年
- 機動戰士鋼彈SEED FREEDOM

### 網路動畫
2018年
- DRIVE HEAD 救援特警隊（乘務員）

2019年
- 齊木楠雄的災難 再始動篇（玩家J、男學生D）

2020年
- 戰鬥陀螺 爆烈世代 超王（職員）

2022年
- TIGER & BUNNY 2（作業員）
- 浪漫殺手（同級生男子）

2025年
- 變形金剛：狂野王者（柯博文）

### 遊戲
2016年
- 新約Arcana Slayer（レオン）

2017年
- 必勝手牌（オルトロス）
- 戀愛幕末～時空彼方的花開盛戀（齋藤一[12]）

2018年
- 神魔召喚GS（鳳神輝皇 ダキ）

2020年
- 決鬥大師PLAY'S（呪縛の剣豪バロスト）

2021年
- Futsal Boys!!!!! HIGH-FIVE（花村理央[13]）
- MISTOVER（アデル）
- 最響Kamizmode！（布羅德龍）
- 百萬噸級武藏

2022年
- 英雄不再3（合眾國總統）

2024年
- （[14]）

2025年
- 怪物彈珠（[15]）

## 外部連結
- 多田啓太 - 81プロデュースの公式サイト
- 多田啓太的X（前Twitter）